# Charles Groves
Sir Charles Barnard Groves CBE (* 10. März 1915 in London; † 20. Juni 1992 ebenda) war ein britischer Dirigent.
Groves war Chorknabe an der St Paul’s Cathedral und studierte dann Klavier und Orgel am Royal College of Music. 1938 trat er eine Stelle als Chorleiter bei der BBC an, wurde 1943 Dirigent des BBC Revue Orchestra und war von 1944 bis 1951 Dirigent des BBC Northern Orchestra, des späteren BBC Philharmonic. 1951 wurde er Dirigent des Bournemouth Symphony Orchestra. 1961 wechselte er an die Welsh National Opera und war ab 1963 musikalischer Direktor des Royal Liverpool Philharmonic Orchestra, ab 1967 kombiniert mit der Tätigkeit als Associate Conductor des Royal Philharmonic Orchestra. 1978 bis 1979 leitete er die English National Opera, danach wirkte er als Gastdirigent in und außerhalb Großbritanniens.
Groves setzte sich besonders für das Schaffen britischer Komponisten ein, nahm aber auch Werke deutscher, französischer und russischer Komponisten ins Programm (wovon zahlreiche Platteneinspielungen zeugen). Er war der erste britische Dirigent, der einen kompletten Zyklus der Sinfonien Gustav Mahlers dirigierte. 1968 wurde er Commander of the Order of the British Empire, 1973 Knight Bachelor.